# Eurylaime de Samar
Sarcophanops samarensis
Espèce
Statut de conservation UICN

 VU  : Vulnérable
L'Eurylaime de Samar (Sarcophanops samarensis, synonyme : Eurylaimus samarensis) est une espèce de passereaux de la famille des Eurylaimidae.

## Taxinomie
Cette espèce est considérée par Howard and Moore comme une sous-espèce de l'Eurylaime de Steere (Sarcophanops steerii).
D'après le Congrès ornithologique international, c'est une espèce monotypique.

## Répartition et habitat
Cette espèce est endémique des Philippines où elle vit dans la région des Visayas orientales. On la trouve uniquement dans la forêt primaire de basse altitude.